# Croton ericius
Espèce
Croton ericius est une espèce de plantes à fleurs du genre Croton et de la famille des Euphorbiaceae, présente au centre de Madagascar.
Il a pour synonyme :
- Croton horridulus, Baill., 1891